# Tchad aux Jeux olympiques d'été de 2008
 (décembre 2023).
Si vous disposez d'ouvrages ou d'articles de référence ou si vous connaissez des sites web de qualité traitant du thème abordé ici, merci de compléter l'article en donnant les références utiles à sa vérifiabilité et en les liant à la section « Notes et références ».
Le Tchad a participé aux Jeux olympiques d'été de 2008 à Pékin. Ses deux athlètes n'ont remporté aucune médaille.

## Athlètes engagés
| Athlète                      | Compétition  | Séries   | Séries | Quart de finale | Quart de finale | Demi-finale | Demi-finale | Finale   | Finale   |
| Athlète                      | Compétition  | Résultat | Rang   | Résultat        | Rang            | Résultat    | Rang        | Résultat | Rang     |
| ---------------------------- | ------------ | -------- | ------ | --------------- | --------------- | ----------- | ----------- | -------- | -------- |
| Moumi Sebergue               | 100 mètres   | 11 s 41  | 7e     | -               | -               | -           | -           | -        | -        |
| Hinikissia Albertine Ndikert | 100 m femmes | 12 s 55  | 7      | Éliminée        | Éliminée        | Éliminée    | Éliminée    | Éliminée | Éliminée |